# Mike Wise (productor)
Michael Joseph Wise (nacido el 21 de marzo de 1985) es un productor musical y compositor canadiense. Tiene su sede en Toronto, Ontario. En 2020, fue nominado para el Premio al Productor del Año Jack Richardson y nominado para un Premio Juno por coescribir «Sweet Little Lies» de Bülow.

## Discografía

### Sencillos
| Year | Title                                              | Peak chart positions | Peak chart positions | Peak chart positions | Peak chart positions | Peak chart positions | Peak chart positions | Peak chart positions | Peak chart positions | Peak chart positions | Peak chart positions | Certifications |
| Year | Title                                              | US                   | US Dance             | US Pop               | US Rhythmic          | US Hip-Hop           | AUS                  | CAN                  | NZ                   | SWE                  | UK                   | Certifications |
| ---- | -------------------------------------------------- | -------------------- | -------------------- | -------------------- | -------------------- | -------------------- | -------------------- | -------------------- | -------------------- | -------------------- | -------------------- | -------------- |
| 2020 | «Love I'm Given» Ellie Goulding                    | —                    | —                    | —                    | —                    | —                    | —                    | —                    | 31                   | —                    | —                    |                |
| 2020 | «Matches» Britney Spears                           | 7                    | —                    | —                    | —                    | —                    | —                    | 11                   | 40                   | —                    | —                    |                |
| 2019 | «The Truth» James Blunt                            | —                    | —                    | —                    | —                    | —                    | —                    | —                    | —                    | —                    | —                    |                |
| 2019 | «Cold» James Blunt                                 | —                    | —                    | —                    | —                    | —                    | —                    | —                    | —                    | —                    | —                    |                |
| 2016 | «Vicious» Chantal Kreviazuk                        | —                    | —                    | —                    | —                    | —                    | —                    | 65                   | —                    | —                    | —                    |                |
| 2022 | «This Sucks.» Virginia to Vegas & MacKenzie Porter | —                    | —                    | —                    | —                    | —                    | —                    | —                    | —                    | —                    | —                    |                |
| 2022 | «10 Things I Hate About You» Leah Kate             | —                    | —                    | —                    | —                    | —                    | 22                   | 82                   | 18                   | —                    | 30                   |                |

## Discografía completa
| Discografía                                                 | Discografía                             | Discografía                                                          | Discografía                                      | Discografía            |
| Año                                                         | Título                                  | Artista                                                              | Álbum                                            | Rol                    |
| ----------------------------------------------------------- | --------------------------------------- | -------------------------------------------------------------------- | ------------------------------------------------ | ---------------------- |
| 2023                                                        | Waiting for this Love to Die            | Billianne                                                            | The Things We Talk About                         | Co-writer/Producer     |
| 2023                                                        | I'm Good                                | Natalie Jane & charlieonnafriday                                     | Single                                           | Co-producer            |
| 2023                                                        | Everything I'm Not                      | EMELINE                                                              | Single                                           | Co-writer/Co-producer  |
| 2023                                                        | I'm Not Crying                          | Alex Porat                                                           | Single                                           | Co-writer/producer     |
| 2023                                                        | feelings                                | EMELINE                                                              | Single                                           | Co-writer/producer     |
| 2023                                                        | Collapsing Stars                        | Mckenna Grace                                                        | Bittersweet 16                                   | Co-writer/producer     |
| 2023                                                        | Buzzkill Baby                           | Mckenna Grace                                                        | Bittersweet 16                                   | Co-writer/producer     |
| 2023                                                        | Baby Don't Cry (Feat. Young Thug)       | Philmon Lee                                                          | Single                                           | Co-writer/Co-producer  |
| 2022                                                        | My Bed                                  | Leah Kate                                                            | Alive and Unwell (deluxe)                        | Co-writer/producer     |
| 2022                                                        | What Are We                             | Olivia O'Brien                                                       | A Means To An End                                | Co-writer/Co-producer  |
| 2022                                                        | The Night (Part 2)                      | Morgan Wade                                                          | Single                                           | Co-writer/Co-Producer  |
| 2022                                                        | Alive and Unwell                        | Leah Kate                                                            | Album                                            | Co-writer/Producer     |
| 2022                                                        | Monster                                 | Leah Kate                                                            | Single                                           | Co-writer/Producer     |
| 2022                                                        | STRUT                                   | EMELINE                                                              | Single                                           | Co-writer/Producer     |
| 2022                                                        | What's With The Roses                   | NOTD, Kiiara                                                         | Single                                           | Co-writer/ Co-producer |
| 2022                                                        | Bad Energy                              | Lilyisthatyou                                                        | The Character                                    | Co-writer/Producer     |
| 2022                                                        | Life Sux                                | Leah Kate                                                            | Single                                           | Co-writer/Producer     |
| 2022                                                        | When It Hurts                           | Alyssa Reid                                                          | Single                                           |                        |
| 2022                                                        | Twinkle Twinkle Little Bitch            | Leah Kate                                                            | Single                                           | Co-writer/Producer     |
| 2022                                                        | you don't know                          | Virginia To Vegas                                                    | Single                                           |                        |
| 2022                                                        | Like A Song                             | Alyssa Reid                                                          | Single                                           |                        |
| 2022                                                        | Hot Crush Lover                         | Blu DeTiger                                                          | Single                                           |                        |
| 2022                                                        | Take A Picture                          | COIN                                                                 | Uncanny Valley                                   |                        |
| 2022                                                        | Vitamins                                | ELIO                                                                 | Single                                           |                        |
| 2022                                                        | 10 Things I Hate About You              | Leah Kate                                                            | Single                                           |                        |
| 2022                                                        | roses                                   | Alyssa Reid                                                          | Single                                           |                        |
| 2022                                                        | Yuck                                    | Charli XCX                                                           | Crash                                            | Co-writer/Producer     |
| 2022                                                        | amnesia                                 | Virginia To Vegas                                                    | it's a little complicated, but i'm okay          |                        |
| 2022                                                        | no excuses                              | Virginia To Vegas                                                    | it's a little complicated, but i'm okay          |                        |
| 2022                                                        | outerspace                              | Virginia To Vegas                                                    | it's a little complicated, but i'm okay          |                        |
| 2022                                                        | Dancing Around It                       | Coleman Hell                                                         | Single                                           |                        |
| 2022                                                        | 30k                                     | noelle                                                               | 30k - E.P.                                       |                        |
| 2022                                                        | I Give Everything                       | Ryland James                                                         | Single                                           |                        |
| 2021                                                        | PS I Love You                           | Lost Kings                                                           | It's Not You, It's Me                            |                        |
| 2021                                                        | amnesia                                 | Virginia To Vegas                                                    | Single                                           |                        |
| 2021                                                        | Ocean                                   | Alyssa Reid                                                          | ASHS                                             |                        |
| 2021                                                        | Love Myself                             | Andy Grammer                                                         | Single                                           |                        |
| 2021                                                        | Bones                                   | Camylio                                                              | all the songs i used to love                     |                        |
| 2021                                                        | F U Anthem                              | Leah Kate                                                            | What Just Happened?                              |                        |
| 2021                                                        | Stutter                                 | Conor Gains                                                          | Single                                           |                        |
| 2021                                                        | You Let Me Down                         | Alessia Cara                                                         | In The Meantime                                  |                        |
| 2021                                                        | Drama Queen                             | Alessia Cara                                                         | In The Meantime                                  |                        |
| 2021                                                        | Middle Ground (feat. CHIKA)             | Alessia Cara                                                         | In The Meantime                                  |                        |
| 2021                                                        | Find My Boy                             | Alessia Cara                                                         | In The Meantime                                  |                        |
| 2021                                                        | Fishbowl                                | Alessia Cara                                                         | In The Meantime                                  |                        |
| 2021                                                        | Stranger                                | Ivy Adara                                                            | Single                                           |                        |
| 2021                                                        | This Sucks                              | Virginia To Vegas, Mackenzie Porter                                  | Single                                           |                        |
| 2021                                                        | Revolver                                | bülow                                                                | Single                                           |                        |
| 2021                                                        | Malibu                                  | Virginia To Vegas, NOTD                                              | Malibu - Single                                  |                        |
| 2021                                                        | GLAM!                                   | Allie X                                                              | GLAM! - Single                                   |                        |
| 2021                                                        | Love I'm Given                          | Ellie Goulding                                                       | Brightest Blue                                   |                        |
| 2021                                                        | Matches                                 | Britney Spears, Backstreet Boys                                      | Glory (Deluxe)                                   |                        |
| 2021                                                        | Cold                                    | James Blunt                                                          | Once Upon A Mind (Time Suspended Edition)        |                        |
| 2021                                                        | California (from Songland) (feat. Tyga) | Usher, Tyga                                                          | California (from Songland) (feat. Tyga) - Single |                        |
| 2021                                                        | Love Struck (From Songland)             | Boyz II Men                                                          | Love Struck (From Songland) - Single             |                        |
| 2021                                                        | NOW                                     | Olivia O'Brien                                                       | NOW - Single                                     |                        |
| 2021                                                        | By My Side (with SONIA)                 | Black Atlass, SONIA                                                  | Dream Awake                                      |                        |
| 2021                                                        | told you so                             | Virginia To Vegas                                                    | don't wake me, i'm dreaming - Single             |                        |
| 2021                                                        | cry                                     | Virginia To Vegas                                                    | don't wake me, i'm dreaming - Single             |                        |
| 2021                                                        | sunny days                              | Virginia To Vegas                                                    | don't wake me, i'm dreaming - Single             |                        |
| 2021                                                        | Palm Springs (the way you made me feel) | Virginia To Vegas                                                    | Palm Springs (the way you made me feel) - Single |                        |
| 2021                                                        | what are we                             | Virginia To Vegas                                                    | a constant state of improvement.                 |                        |
| 2021                                                        | betterman                               | Virginia To Vegas                                                    | a constant state of improvement.                 |                        |
| 2021                                                        | one on one                              | Virginia To Vegas                                                    | a constant state of improvement.                 |                        |
| 2021                                                        | better with you                         | Virginia To Vegas                                                    | a constant state of improvement.                 |                        |
| 2021                                                        | See You                                 | Johnny Orlando                                                       | It's Never Really Over (Expanded)                |                        |
| 2021                                                        | Take Me Home                            | Shawn Hook                                                           | Take Me Home                                     |                        |
| 2021                                                        | I Don't Wanna Dance                     | Shawn Hook                                                           | Take Me Home                                     |                        |
| 2021                                                        | Good Love                               | Shawn Hook                                                           | Take Me Home                                     |                        |
| 2021                                                        | Deeper                                  | Shawn Hook                                                           | Take Me Home                                     |                        |
| 2021                                                        | Pressure                                | Ivy Adara                                                            | Pressure - Single                                |                        |
| 2021                                                        | War                                     | Tedy                                                                 | Boys Don't Cry                                   |                        |
| 2021                                                        | Stuck                                   | Tedy                                                                 | Boys Don't Cry                                   |                        |
| 2021                                                        | Fireworks                               | Tedy                                                                 | Boys Don't Cry                                   |                        |
| 2021                                                        | Hopeless                                | Tedy                                                                 | Boys Don't Cry                                   |                        |
| 2021                                                        | Shades of Blue                          | noelle                                                               | Shades of Blue - Single                          |                        |
| 2021                                                        | Sad World                               | noelle                                                               | Sad World - Single                               |                        |
| 2021                                                        | Don't Call Me                           | ASHS                                                                 | Don't Call Me - Single                           |                        |
| 2021                                                        | Thank Her For That                      | Owen Barney                                                          | Thank Her For That - Single                      |                        |
| 2020                                                        |                                         |                                                                      |                                                  |                        |
| Pour Me                                                     | Owen Barney                             | Pour Me - Single                                                     |                                                  |                        |
| Sixteen                                                     | Ellie Goulding                          | Sixteen - Single                                                     |                                                  |                        |
| Do You Mean                                                 | The Chainsmokers, Ty Dolla $ign, bülow  | World War Joy                                                        |                                                  |                        |
| You & Jennifer (the other side) (with Rich The Kid)         | bülow, Rich The Kid                     | You & Jennifer (the other side) (with Rich The Kid) - Single         |                                                  |                        |
| Sweet Little Lies                                           | bülow                                   | Sweet Little Lies - Single                                           |                                                  |                        |
| Own Me                                                      | bülow                                   | The Contender                                                        |                                                  |                        |
| Boys Will Be Boys                                           | bülow                                   | The Contender                                                        |                                                  |                        |
| Sundress                                                    | bülow                                   | The Contender                                                        |                                                  |                        |
| Get Stüpid                                                  | bülow                                   | Crystalline                                                          |                                                  |                        |
| Euphoria                                                    | bülow                                   | Crystalline                                                          |                                                  |                        |
| The Truth                                                   | James Blunt                             | Once Upon A Mind                                                     |                                                  |                        |
| Just Friends                                                | Virginia To Vegas                       | Just Friends - Single                                                |                                                  |                        |
| Internet                                                    | Virginia To Vegas                       | Hartland St.                                                         |                                                  |                        |
| Yesterday                                                   | Virginia To Vegas                       | Hartland St.                                                         |                                                  |                        |
| Losing Touch                                                | Virginia To Vegas                       | Hartland St.                                                         |                                                  |                        |
| Last Summer                                                 | Johnny Orlando                          | Teenage Fever                                                        |                                                  |                        |
| Piece Of My Heart                                           | Johnny Orlando                          | Teenage Fever                                                        |                                                  |                        |
| Cold                                                        | ASHS                                    | 3AM Pt. 2 - Single                                                   |                                                  |                        |
| A Million Voices                                            | ASHS                                    | 3AM Pt. 2 - Single                                                   |                                                  |                        |
| Lie                                                         | ASHS                                    | 3AM Pt. 2 - Single                                                   |                                                  |                        |
| Paranoid                                                    | ASHS                                    | Paranoid - Single                                                    |                                                  |                        |
| no love lost                                                | laye                                    | lonesome                                                             |                                                  |                        |
| dancing                                                     | laye                                    | lonesome                                                             |                                                  |                        |
| lonely anthem                                               | laye                                    | lonesome                                                             |                                                  |                        |
| High School Droupout                                        | Neon Dreams                             | Sweet Dreams till Sunbeams                                           |                                                  |                        |
| Somebody Like You                                           | Owen Barney, Alyssa Reid                | Somebody Like You - Single                                           |                                                  |                        |
| How You Love Me                                             | Dan Bremnes                             | Wherever I Go                                                        |                                                  |                        |
| Speak To Me                                                 | Dan Bremnes                             | Wherever I Go                                                        |                                                  |                        |
| It Would Have Been Enough                                   | Dan Bremnes                             | Wherever I Go                                                        |                                                  |                        |
| Let That Go                                                 | Dan Bremnes                             | Wherever I Go                                                        |                                                  |                        |
| Scars                                                       | Dan Bremnes                             | Wherever I Go                                                        |                                                  |                        |
| Searching for Something                                     | Dan Bremnes                             | Wherever I Go                                                        |                                                  |                        |
| Rearview                                                    | JAHKOY                                  | 404                                                                  |                                                  |                        |
| 2019                                                        |                                         |                                                                      |                                                  |                        |
| Still in Love                                               | Cassie Dasilva                          | Still in Love - Single                                               |                                                  |                        |
| IDWK                                                        | DVBBS, blackbear                        | IDWK - Single                                                        |                                                  |                        |
| The Last Of The Real Ones (Remix) [feat. MadeinTYO & bülow] | Fall Out Boy, MadeinTYO, bülow          | The Last Of The Real Ones (Remix) [feat. MadeinTYO & bülow] - Single |                                                  |                        |
| Two Punks In Love                                           | bülow                                   | Two Punks In Love - Single                                           |                                                  |                        |
| SAD AND BORED                                               | bülow, Duckwrth                         | Damaged Vol. 2                                                       |                                                  |                        |
| Honor Roll                                                  | bülow                                   | Damaged Vol. 2                                                       |                                                  |                        |
| You & Jennifer                                              | bülow                                   | Damaged Vol. 2                                                       |                                                  |                        |
| Yesterday                                                   | Virginia To Vegas                       | Yesterday - Single                                                   |                                                  |                        |
| The Other Team                                              | UPSAHL                                  | The Other Team - Single                                              |                                                  |                        |
| Listen Closely                                              | DVBBS, SAFE                             | Listen Closely - Single                                              |                                                  |                        |
| Without You                                                 | ASHS                                    | Without You - Single                                                 |                                                  |                        |
| Gimme                                                       | Ralph                                   | A Good Girl                                                          |                                                  |                        |
| Tables Have Turned                                          | Ralph                                   | A Good Girl                                                          |                                                  |                        |
| Girl Next Door                                              | Ralph                                   | A Good Girl                                                          |                                                  |                        |
| Bedroom Eyes                                                | Ralph                                   | A Good Girl                                                          |                                                  |                        |
| September Fades                                             | Ralph                                   | A Good Girl                                                          |                                                  |                        |
| Dark Clouds                                                 | Ralph                                   | A Good Girl                                                          |                                                  |                        |
| Tables Have Turned                                          | Ralph                                   | Tables Have Turned - Single                                          |                                                  |                        |
| For My Eyes Only                                            | NEW CITY                                | For My Eyes Only - Single                                            |                                                  |                        |
| I Can Do You Better                                         | NEW CITY                                | For My Eyes Only - Single                                            |                                                  |                        |
| Crystal Universe                                            | K.I.D                                   | Tired All The Time                                                   |                                                  |                        |
| I Miss My Friends                                           | K.I.D                                   | Tired All The Time                                                   |                                                  |                        |
| Live Through The Night                                      | Dear Rogue                              | PHASES (Deluxe)                                                      |                                                  |                        |
| Stolen Days                                                 | Dear Rogue                              | PHASES (Deluxe)                                                      |                                                  |                        |
| Little By Little                                            | Dear Rogue                              | PHASES (Deluxe)                                                      |                                                  |                        |
| The Clearing                                                | Dear Rogue                              | PHASES (Deluxe)                                                      |                                                  |                        |
| Wherever I Go                                               | Dan Bremnes                             | Wherever I Go                                                        |                                                  |                        |
| Up Again                                                    | Dan Bremnes                             | Wherever I Go                                                        |                                                  |                        |
| Going Together                                              | Dan Bremnes                             | Wherever I Go                                                        |                                                  |                        |
| The Way                                                     | Dan Bremnes                             | Wherever I Go                                                        |                                                  |                        |
| What a Mess                                                 | Myles Castello                          | What a Mess / Right by You - Single                                  |                                                  |                        |
| Friends                                                     | Kieran Mercer                           | Fools Gold - EP                                                      |                                                  |                        |
| Skip The Line                                               | Kieran Mercer                           | Fools Gold - EP                                                      |                                                  |                        |
| Outrun The Pain                                             | Kieran Mercer                           | Fools Gold - EP                                                      |                                                  |                        |
| Rough Cut                                                   | Cassie Dasilva                          | Rough Cut - Single                                                   |                                                  |                        |
| 2018                                                        |                                         |                                                                      |                                                  |                        |
| Welcome to My Castle                                        | Cassie Dasilva                          | Welcome To My Castle - Single                                        |                                                  |                        |
| Not A Love Song                                             | bülow                                   | Damaged Vol. 1                                                       |                                                  |                        |
| Lines                                                       | bülow                                   | Damaged Vol. 1                                                       |                                                  |                        |
| Paper Love                                                  | Allie X                                 | CollXtion II                                                         |                                                  |                        |
| Casanova                                                    | Allie X                                 | CollXtion II                                                         |                                                  |                        |
| Lifted                                                      | Allie X                                 | CollXtion II                                                         |                                                  |                        |
| Old Habits Die Hard                                         | Allie X                                 | CollXtion II                                                         |                                                  |                        |
| Casanova                                                    | Allie X, VÉRITÉ                         | Casanova - Single                                                    |                                                  |                        |
| Emotions                                                    | Virginia To Vegas                       | Emotions - Single                                                    |                                                  |                        |
| Selfish                                                     | Virginia To Vegas                       | Selfish - Single                                                     |                                                  |                        |
| Machu Picchu                                                | Neon Dreams                             | Machu Picchu - Single                                                |                                                  |                        |
| Cold To The Touch                                           | Ralph                                   | Ralph                                                                |                                                  |                        |
| Tease                                                       | Ralph                                   | Ralph                                                                |                                                  |                        |
| Something More                                              | Ralph                                   | Ralph                                                                |                                                  |                        |
| Taker                                                       | K.I.D                                   | Poster Child                                                         |                                                  |                        |
| Fire Escape                                                 | Serena Ryder                            | Utopia (Deluxe)                                                      |                                                  |                        |
| Electric Love                                               | Serena Ryder                            | Utopia (Deluxe)                                                      |                                                  |                        |
| Firewater                                                   | Serena Ryder                            | Utopia (Deluxe)                                                      |                                                  |                        |
| Ice Age                                                     | Serena Ryder                            | Utopia (Deluxe)                                                      |                                                  |                        |
| Sanctuary                                                   | Serena Ryder                            | Utopia (Deluxe)                                                      |                                                  |                        |
| Hands                                                       | Serena Ryder                            | Utopia (Deluxe)                                                      |                                                  |                        |
| Wolves                                                      | Serena Ryder                            | Utopia (Deluxe)                                                      |                                                  |                        |
| Utopia                                                      | Serena Ryder                            | Utopia (Deluxe)                                                      |                                                  |                        |
| The Flame                                                   | Serena Ryder                            | Utopia (Deluxe)                                                      |                                                  |                        |
| 21 Days                                                     | Scott Helman                            | Hôtel de Ville                                                       |                                                  |                        |
| You Made Her                                                | Scott Helman                            | Hôtel de Ville                                                       |                                                  |                        |
| I Wrote A Song For You                                      | Isac Elliot                             | FAITH                                                                |                                                  |                        |
| 2017                                                        |                                         |                                                                      |                                                  |                        |
| High                                                        | Alyssa Reid                             | High - Single                                                        |                                                  |                        |
| Misbelieving                                                | Allie X                                 | Misbelieving - Single                                                |                                                  |                        |
| Casanova                                                    | Allie X                                 | Casanova - Single                                                    |                                                  |                        |
| All the Rage                                                | Allie X                                 | All the Rage - Single                                                |                                                  |                        |
| Who's With Me                                               | USS (Ubiquitous Synergy Seeker)         | New World Alphabet                                                   |                                                  |                        |
| California Medication                                       | USS (Ubiquitous Synergy Seeker)         | New World Alphabet                                                   |                                                  |                        |
| Fire In My Soul                                             | Walk Off the Earth                      | Fire In My Soul - Single                                             |                                                  |                        |
| Wish You Were Here                                          | Cider Sky                               | Wish You Were Here - Single                                          |                                                  |                        |
| Badlands                                                    | Alyssa Reid, Likewise                   | Badlands - Single                                                    |                                                  |                        |
| Rollercoaster                                               | Alyssa Reid                             | Rollercoaster - Single                                               |                                                  |                        |
| 2016                                                        |                                         |                                                                      |                                                  |                        |
| Nights (feat. W. Darling)                                   | Snow Tha Product (feat. W. Darling)     | Nights (feat. W. Darling) - Single                                   |                                                  |                        |
| HELLO                                                       | Allie X                                 | COLLXTION I (Deluxe)                                                 |                                                  |                        |
| CATCH                                                       | Allie X                                 | COLLXTION I (Deluxe)                                                 |                                                  |                        |
| PRIME                                                       | Allie X                                 | COLLXTION I (Deluxe)                                                 |                                                  |                        |
| NEVER ENOUGH                                                | Allie X, Michael Wise                   | COLLXTION I (Deluxe)                                                 |                                                  |                        |
| In Over My Head                                             | Shawn Hook                              | Analog Love                                                          |                                                  |                        |
| Who Do You Love                                             | Shawn Hook                              | Analog Love                                                          |                                                  |                        |
| Analog Love                                                 | Shawn Hook                              | Analog Love                                                          |                                                  |                        |
| Million Ways                                                | Shawn Hook                              | Analog Love                                                          |                                                  |                        |
| Bad Girls                                                   | Shawn Hook                              | Analog Love                                                          |                                                  |                        |
| Dangerous                                                   | Alyssa Reid, The Heist                  | Phoenix                                                              |                                                  |                        |
| I'll Keep Waving                                            | W. Darling                              | Lost Girls: Chapter Two                                              |                                                  |                        |
| Dizzy                                                       | W. Darling                              | Lost Girls: Chapter Two                                              |                                                  |                        |
| Skeletons                                                   | W. Darling                              | Lost Girls: Chapter Two                                              |                                                  |                        |
| Learn to Love                                               | W. Darling                              | Chapter One                                                          |                                                  |                        |
| Hunting Happiness                                           | W. Darling                              | Chapter One                                                          |                                                  |                        |
| Nights Like This                                            | W. Darling                              | Chapter One                                                          |                                                  |                        |
| 2015                                                        |                                         |                                                                      |                                                  |                        |
| Summertime                                                  | Trevor Guthrie                          | Summertime - Single                                                  |                                                  |                        |
| Make It Last                                                | Virginia To Vegas                       | Volume I                                                             |                                                  |                        |
| Colourful                                                   | Virginia To Vegas                       | Volume I                                                             |                                                  |                        |
| Don't Fight The Music                                       | Virginia To Vegas                       | Volume I                                                             |                                                  |                        |
| Beautiful                                                   | Virginia To Vegas                       | Volume I                                                             |                                                  |                        |
| That Sweater                                                | Scott Helman                            | Augusta                                                              |                                                  |                        |
| Cry Cry Cry                                                 | Scott Helman                            | Augusta                                                              |                                                  |                        |
| The Lion                                                    | Scott Helman                            | Augusta                                                              |                                                  |                        |
| Yin Yang                                                    | USS (Ubiquitous Synergy Seeker)         | Advanced Basics                                                      |                                                  |                        |
| Baby It's Cold Outside                                      | Virginia To Vegas, Alyssa Reid          | Baby It's Cold Outside - Single                                      |                                                  |                        |
| 2014                                                        | "Soundwave"                             | Trevor Guthrie                                                       | "Soundwave - Single"                             |                        |